# Hellmut Sieglerschmidt

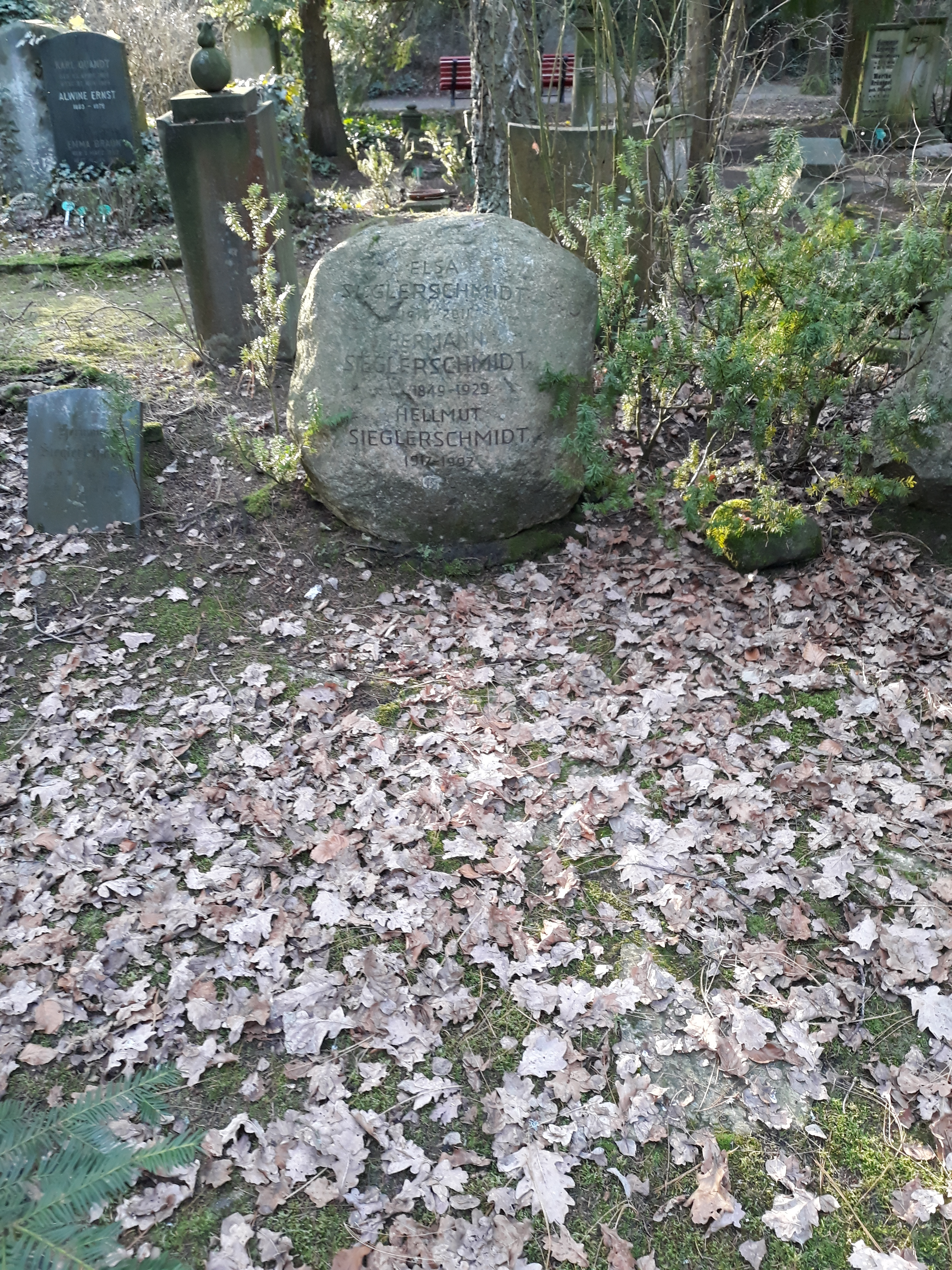
Grób Hellmuta Sieglerschmidta w rodzinnym grobowcu w Berlinie

Hellmut Sieglerschmidt (ur. 17 października 1917 w Berlinie, zm. 1 marca 1992 w Las Palmas de Gran Canaria) – niemiecki polityk i urzędnik, od 1969 do 1980 deputowany Bundestagu, od 1977 do 1984 poseł do Parlamentu Europejskiego.

## Życiorys
Pochodził z rodziny żydowskiej, dla jego bezpieczeństwa matka zadeklarowała, że urodził się ze związku pozamałżeńskiego. Po zdaniu matury w Berlinie studiował od 1937 do 1940, uzyskując tytuł Diplomkaufmann. Podczas II wojny światowej służył w Wehrmachcie na froncie wschodnim, był kilkukrotnie ranny i powrócił do Meklemburgii, po czym pracował jako urzędnik w radzieckiej strefie okupacyjnej w Niemczech.
Od 1946 do 1947 był radnym landtagu Meklemburgii-Pomorza Przedniego z ramienia LPDP, działał też w FDGB. Zrezygnował z mandatu, gdy NKWD chciało go pozyskać jako szpiega i w 1947 wyemigrował jako uchodźca polityczny do Hanoweru. Został zatrudniony jako dziennikarz i pracownik umysłowy. Od 1952 pracował kolejno jako asystent Lauritza Lauritzena we władzach Dolnej Saksonii, w Federalnym Urzędzie Ochrony Konstytucji oraz jako doradca senatorów kraju związkowego Berlin Zachodni (m.in. Heinricha Albertza) do spraw wewnętrznych, nauki i kultury. Działał także w lokalnych i krajowych synodach Kościoła Ewangelickiego.
W 1947 wstąpił do SPD. W 1969 zastąpił w Bundestagu zmarłego Hansa Wellmanna, następnie zasiadał w nim do 1980 (w ramach VI, VII i VIII kadencji). Od 1977 był posłem do Parlamentu Europejskiego, w 1979 wybrano go w wyborach powszechnych. Przystąpił do frakcji socjalistycznej. Należał także do Zgromadzenia Parlamentarnego Rady Europy i organów Unii Zachodnioeuropejskiej. W 1984 przeszedł na emeryturę. Zmarł w wypadku samochodowym w Las Palmas de Gran Canaria.

## Życie prywatne
Był żonaty z Elsą Ohst, miał dwie córki i dwóch synów.